# رودولف إلوفيسكي
رودولف إلوفيسكي (بالمجرية: Illovszky Rudolf)‏، لاعب كرة قدم هنغاري سابق، ومدرب كرة قدم هنغاري سابق.
لعب مع نادي فاساس الهنغاري.
درب نادي فاساس الهنغاري، وفي عام 1971 درب منتخب هنغاريا لكرة القدم، واستمر في تدريبهم حتى عام 1974.
تمت تسمية ملعب نادي فاساس باسم ملعب رودولف إلوفيسكي تخليدا لذكراه.

## روابط خارجية
- رودولف إلوفيسكي على موقع قاعدة بيانات كرة القدم.إي يو (الإنجليزية)
- رودولف إلوفيسكي على موقع ناشيونال فوتبول تيمز (الإنجليزية)
- رودولف إلوفيسكي على موقع Soccerway.com (الإنجليزية)
- رودولف إلوفيسكي على موقع أوليمبيديا (الإنجليزية)